# Bertha Arndts
Bertha Arndts (* 9. Dezember 1809 in Arnsberg; † 10. Mai 1859 in Hütteldorf bei Wien) war eine deutsche Schriftstellerin.

## Leben
Bertha Arndts heiratete 1830 ihren Cousin Carl Ludwig Arndts. Beide lebten in Bonn, wo Bertha Arndts Freundschaft unter anderem mit Annette von Droste-Hülshoff schloss. Diese schrieb 1847 ihr Gedicht An Frau Professor Arndts, was heute als Auf hohem Felsen lieg' ich hier bekannt ist.
Die Familie zog 1839 nach München und freundete sich dort mit dem Schriftstellerehepaar Maria und Guido Görres an. Die Revolutionsjahre verbrachte Bertha Arndts in Frankfurt am Main, wo Carl Ludwig Arndts als Abgeordneter in der deutschen Reichsversammlung saß. Im Jahr 1855 folgte Carl Ludwig Arndts einem Ruf nach Wien, wo er als Professor tätig war und zusammen mit seiner Frau lebte.
Seit ihrer Jugend war Bertha Arndts an einem starken Nervenleiden erkrankt, weswegen sie in den Jahren 1831 bis 1835 zeitweise in Italien lebte. Ihr Zustand besserte sich jedoch nicht und auch ein Aufenthalt im Seebad Oostende im Jahr 1850 brachte keine Besserung ihres Gesundheitszustandes. Während der Reisen schrieb Bertha Arndts ihre Erlebnisse nieder, die teilweise in den Druck gelangten. Sie starb 1859 in der Nähe von Wien. Carl Ludwig Arndts heiratete im folgenden Jahr ihre Freundin Maria Görres, die inzwischen ebenfalls verwitwet war.

## Werke
- Reisebriefe aus Belgien (1850)[1]
- Sonette der Vittoria Colonna mit deutscher Übersetzung. Hurter, Schaffhausen 1858. (Digitalisat)
- Gedichte, in Musik gesetzt von Maria Arndts (o. J.)[2]
- Der Monat in Demuth. Betrachtungen und Gebete. Geschrieben in den Jahren 1818-1849. Aus dem Nachlaß einer Verstorbenen. Hurter, Schaffhausen 1860.
- Die Fastenzeit der Mutter (1860)[3]